# Max Kühne (Admiral)

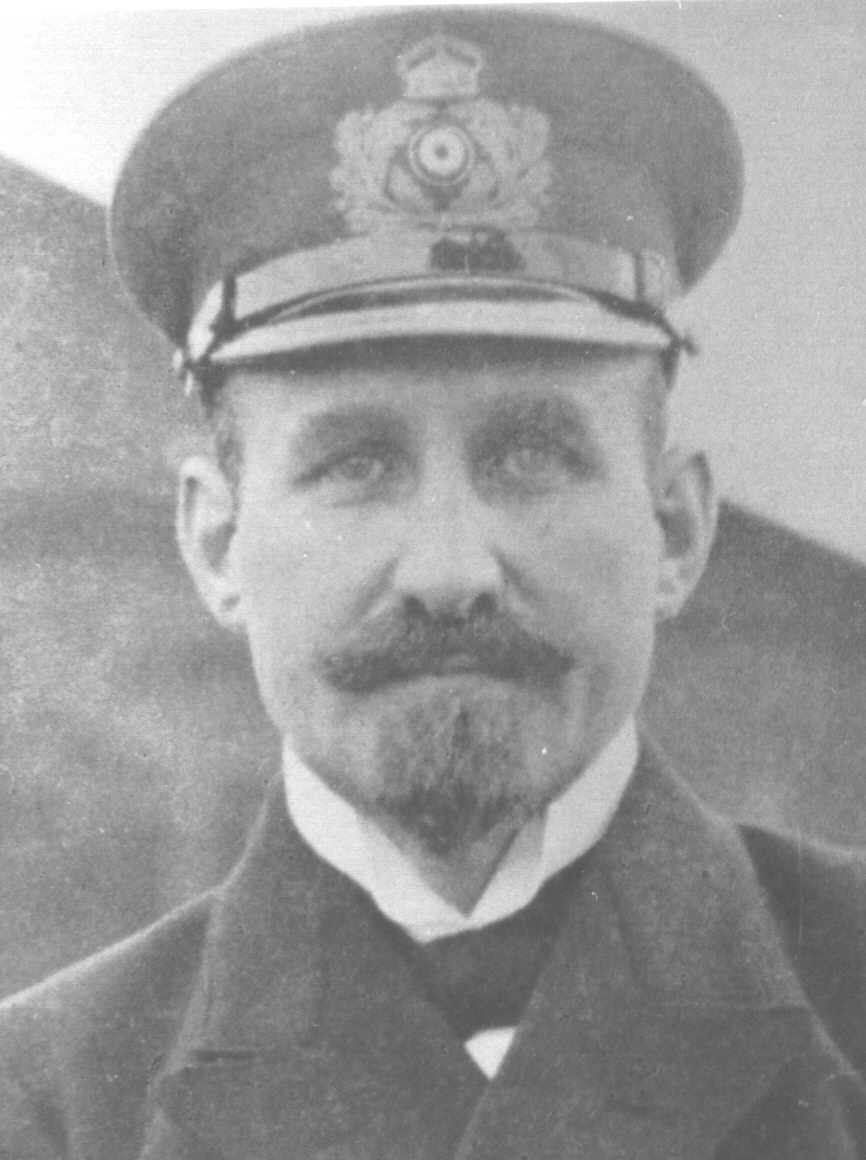
Kapitän zur See Max Kühne, 1916

Max Kühne (* 19. Mai 1872 in Kiel; † 12. Januar 1961 in Bad Homburg vor der Höhe) war ein deutscher Marineoffizier, zuletzt Konteradmiral z. V. der Kriegsmarine.

## Leben
Max Kühne trat am 12. April 1890 in die Kaiserliche Marine ein. 1893 wurde er zum Unterleutnant zur See befördert und war im gleichen Jahr auf der Gedeckten Korvette Stein. Er kam später als Wachoffizier auf die Hagen und war zugleich bei der I. Marineinspektion zur Verfügung gestellt.
In Vertretung war er als Kapitänleutnant und Erster Offizier des Schiffs von September bis November 1902 Kommandant des Kanonenbootes Jaguar.
Mit der Mobilmachung für den Ersten Weltkrieg war er ab Anfang August 1914 bis Mai 1915 als Fregattenkapitän Kommandant des Kleinen Kreuzers Niobe, welcher unter seinem Kommando im Küstenwachdienst in der Deutschen Bucht eingesetzt wurde. Zeitgleich war er Chef der Hafenflottille Jade-Weser bei den Vorpostenverbände der Kaiserlichen Marine. Mitte Mai 1915 übernahm er das Kommando über den Kleinen Kreuzer Kolberg. In dieser Position zum Kapitän zur See (Beförderung am 18. September 1915) befördert, gab er das Kommando mit der Verlegung des Kreuzers von der Nord- in die Ostsee im Februar 1916 ab.
Anschließend war er bis 31. Dezember 1917 Kommandeur der Marineakademie und -schule in Kiel. Bis Kriegsende war er  Chef der IV. Torpedoboots-Flottille. Am 25. März 1919 wurde er verabschiedet.
In der Kriegsmarine war Kühne von Mai 1941 bis zur Zusammenführung zum Prisenhof Berlin Anfang April 1942 als Richter zugleich ab Juni 1941 am Prisenhof Berlin-Riga und ab Mai 1941 am Prisenhof Berlin-Südost eingesetzt, kam dann als kommissarischer Reichskommissar an den Prisenhof Hamburg. Diese Position übernahm er als Nachfolger von Vizeadmiral z. V. Alexander Werth von Ende April 1942 bis Ende September 1942 und wurde am 1. September 1942 zum Konteradmiral z. V. befördert. Im Oktober 1942 wurde er zur Verfügung der Marinestation der Nordsee gesetzt und anschließend zum 31. Oktober 1942 entlassen.